# 브누아 생드니
브누아 생드니(Benoît Saint Denis, 1995년 12월 18일 ~ )는 프랑스 출신의 UFC 라이트급 파이터다. 프랑스 특수부대 출신으로 ‘God of War’라는 별명을 사용하며, 뛰어난 주짓수 기술과 KO 능력을 갖춘 올라운더 스타일로 평가받는다.

## 선수 경력
브누아 생드니는 프랑스 님(Nîmes) 출신으로, 종합격투기 입문 전 프랑스 육군 특수부대에서 복무했다. 군 복무 기간 중 체력과 실전 전투 경험을 쌓은 그는 전역 후 본격적으로 종합격투기 수련에 나섰고, 브라질리언 주짓수와 킥복싱을 기반으로 한 스타일을 완성해갔다.
2019년 프로로 데뷔한 생드니는 Brave CF를 비롯한 유럽 지역 단체에서 활약하며 빠르게 이름을 알렸다. 특히 대부분의 승리를 서브미션으로 거두며 그래플링 중심의 피니셔로서 강한 인상을 남겼다.
2021년 10월, UFC 267에서 Elizeu Zaleski dos Santos를 상대로 UFC 데뷔전을 치렀으며, 판정패했으나 투지 넘치는 경기로 주목받았다. 이후 2022년 6월, Niklas Stolze에게 리어네이키드 초크로 첫 UFC 승리를 기록했고, 같은 해 9월 프랑스에서 열린 UFC 파리 대회에서는 Gabriel Miranda를 TKO로 꺾으며 퍼포먼스 오브 더 나이트 보너스를 수상했다.
2023년에는 Ismael Bonfim, Thiago Moisés, Matt Frevola 등을 상대로 연속 피니시 승리를 거두며 UFC 라이트급 상위권 진입을 향한 흐름을 이어갔다. 특히 UFC 295에서는 Matt Frevola를 하이킥으로 KO시키며 인상적인 승리를 거두었다.
그러나 2024년 3월, UFC 299에서 Dustin Poirier와 맞붙은 경기에서는 2라운드 KO패를 당하며 상승세에 제동이 걸렸다. 같은 해 9월 프랑스 파리 대회에서는 Renato Moicano와 메인 이벤트로 맞붙었으나 눈 부상으로 닥터 스톱에 의한 TKO패를 기록했다.
2025년 5월 UFC 315에서는 캐나다의 Kyle Prepolec을 상대로 암 트라이앵글 초크로 서브미션 승리를 거두며 재기에 성공했고, 다시 상위 랭커들과의 경쟁 구도에 진입했다.
현재 브누아 생드니는 강한 체력, 끊임없는 전진 압박, 서브미션 마무리 능력을 모두 갖춘 파이터로, 프랑스를 대표하는 라이트급 강자로 꼽히고 있다.

## 파이팅 스타일
주짓수 기반 서브미션 능력과 킥복싱 기반 타격이 균형을 이루며, 백초크·암트라이앵글 초크 등 클린치 상황에서의 마무리가 뛰어나다. 경기 중 강한 압박과 피니시 지향 태도로 팬들에게 높은 평가를 받는다.

## 종합격투기 전적
| 결과 | 전적   | 상대                      | 방식                               | 대회                                     | 날짜       | 장소               |
| ---- | ------ | ------------------------- | ---------------------------------- | ---------------------------------------- | ---------- | ------------------ |
| 승   | 14–3–1 | Kyle Prepolec             | Submission (arm‑triangle choke)    | UFC 315                                  | 2025‑05‑10 | 몬트리올, 캐나다   |
| 패   | 13–3–1 | Renato Moicano            | TKO (doctor stoppage – eye injury) | UFC Fight Night: Moicano vs. Saint Denis | 2024‑09‑28 | 파리, 프랑스       |
| 패   | 13–2–1 | Dustin Poirier            | KO (punches)                       | UFC 299                                  | 2024‑03‑10 | 마이애미, 미국     |
| 승   | 13–1–1 | Matt Frevola              | KO (head kick)                     | UFC 295                                  | 2023‑11‑11 | 뉴욕, 미국         |
| 승   | 12–1–1 | Thiago Moisés             | TKO (punches)                      | UFC Fight Night: Paris                   | 2023‑09‑02 | 파리, 프랑스       |
| 승   | 11–1–1 | Ismael Bonfim             | Submission (face crank)            | UFC Vegas 76                             | 2023‑07‑01 | 라스베이거스, 미국 |
| 승   | 10–1–1 | Gabriel Miranda           | TKO (punches)                      | UFC Fight Night: Paris II                | 2022‑09‑03 | 파리, 프랑스       |
| 승   | 9–1–1  | Niklas Stolze             | Submission (RNC)                   | UFC Fight Night: Volkov vs. Rozenstruik  | 2022‑06‑04 | 라스베이거스, 미국 |
| 패   | 8–0–1  | Elizeu Zaleski dos Santos | Decision (unanimous)               | UFC 267                                  | 2021‑10‑30 | 아부다비, UAE      |

## 타이틀 및 수상
- Performance of the Night 2회 수상 (Gabriel Miranda, Matt Frevola)
- Fight of the Night 1회 수상 (Thiago Moisés)
- 프랑스 최초 UFC 라이트급 Top‑15 진입자
- Brave CF 서브미션 및 챔피언 후보 기록

## 관련 문서
- UFC
- 라이트급 (MMA)
- 더스틴 포이리에
- 레나토 모이카노
- 이슬람 마카체프